# 翟光鄴
翟光邺（907年—952年11月2日），字化基，五代十国后唐、后晋、后汉、后周将领，濮州鄄城人。
翟光邺父亲翟景珂，倜傥有胆气。后梁贞明初年，唐庄宗驻军黄河岸，翟景珂率聚同乡守永定驿，固守一年，后被晋军所攻，翟景珂战死。翟光邺时年十岁，被李嗣源军所俘。李嗣源以他聪颖，让他侍奉左右，取字永定。唐明宗李嗣源即位，官至皇城使、检校司空。长兴年间，枢密使安重诲获罪，翟光邺与宦官孟小僧在其中出力。后出为耀州团练使。清泰初年，入朝为左监门卫大将军。后晋天福年间，历任棣州、沂州二州刺史、西京副留守。开运初年，授宣徽使。平定青州杨光远后，以翟光邺为青州防御使。朝廷以兵乱之后，人口凋敝，于是命翟光邺治理。翟光邺喜欢搜集书籍，重视儒者，留出房舍请人商讨治理的方法。当时青州百姓死去和流亡的有十之六七，他加以招怀抚谕，如同伤者看待，在一个月之间，流亡的人都聚集回来了。契丹灭后晋，让他权知曹州。李从益以翟光邺为明宗旧臣，署为枢密使。刘知远至汴京，改左领军卫（《新五代史》作右领军卫）大将军。乾祐初年，迁右金吾卫（《新五代史》作左金吾卫）大将军，充街使、检校太保。郭威建立后周，任命他为宣徽使、左千牛卫上将军、检校太傅。数月后，兼枢密副使。翟光邺为人沉默多谋，有器度，谨慎细致，性情敦厚，喜怒不形于色。事奉继母有孝顺德名声，兄弟都很敦睦。虽然官居显贵，食禄日久，但不聚敛财产，家无余财。担任金吾时，借用公房数间以遮蔽风雨，亲族人口很多，仅能勉强供给粗衣粗食，常人不堪其忧，翟光邺泰然处之。宾朋前来，就赊酒接待。与宾客饮酒聚书为乐。谈论终日，没有厌倦，士大夫都赞誉他。永兴军李洪信入朝后，他出知永兴军，代知军府事。在京兆府以宽厚安静为治，前任有烦苛之政，全部停罢，百姓得以方便。广顺二年十月十二乙未日，在长安去世，时年四十六岁。临终时，召亲随到卧室，对他们说：“我气绝之后，以尸体送回洛阳，不得在此停留，麻烦军府。”言罢而终。京兆府吏就像亲人去世一样，有人用浆酒遥遥祭奠。京兆人上书请求留葬立祠，朝廷不许。枢密使王峻平常就看重翟光邺，想要厚恤其家，为他上请，从去世到安葬，所赐丧葬用品以数千计。郭威下诏，赠太子少师。翟光邺皮肤白、身体胖，善于保养，司天监赵延乂有袁天纲、许负的相人之术，对人说：“翟君外厚内薄，虽显贵但无寿。”后来果如其言。